# ザーラ (水雷砲艦)

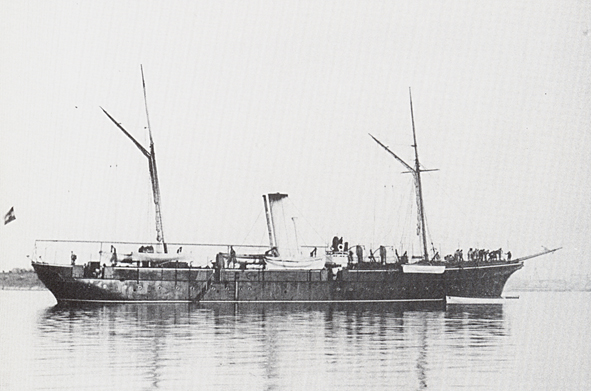
初期のころの「Zara」

ザーラ (SMS Zara) はオーストリア＝ハンガリー帝国海軍の艦艇。水雷砲艦。公式にはTorpedo Ship。続いて建造された同種の艦に「Spalato」、「Sebenico」、「Lussin」がある。
「ザーラ」以下4隻はオーストリア＝ハンガリー帝国海軍初の全鋼鉄製の艦艇であり、また使用された鉄鋼の大半は国産であった。
「ザーラ」は設計排水量855.22（838）トン、満載排水量883トン、全長62.71メートル、水線間長55メートル、最大幅8.22メートル、吃水4.10メートルであった。Stabilimento Tecnico Triestino製の水平2気筒3段膨張蒸気機関2基（1800馬力）と円筒ボイラー5基搭載、2軸で速力は最大14.29ノット、平均14.02ノットであった。煙突は一本。また、2本マストでスクーナー型の帆装を有した。後に汽車缶3基に取り替えられ、速力は10・72から10・94ノットに低下している。
兵装は24口径9㎝後装砲単装4基、15口径7㎝後装砲1門、25㎜ノルデンフェルト式機銃2門と、水上魚雷発射管4門（艦首に2門、両舷に各1門）であった。1906年から1907年の練習艦への改装後は45口径7㎝砲2門、33口径47㎜砲4門、44口径47㎜砲4門と艦首の魚雷発射管となった。
19㎜の装甲甲板、または2層で各19㎜の装甲甲板を有した。
「ザーラ」以下4隻は偵察巡洋艦や嚮導艦とするには低速で武装も貧弱であったため、他の用途に使用されることとなった。「ザーラ」は主に実験間や練習艦として用いられた。また、「ザーラ」は就役時に横揺れがひどい、艦首の魚雷発射管が意図されたように作動しないといった欠陥があることが判明している。
ポーラ工廠で建造。
1878年8月1日起工。1879年11月13日進水。1881年6月13日竣工。1882年7月17日就役。
1882年、皇帝フランツ・ヨーゼフ1世が「ザーラ」に乗艦し、水雷艇による古い木製スクーナーに対する雷撃の様子をながめた。
「ザーラ」は多くの期間予備役に置かれていた。1984年3月17日には座礁したイギリス汽船「Palmyra」支援のため就役している。水雷学校で使用され、後に練習艦に改装された。その後は士官候補生の訓練学校に配されたり、コトル湾で警備艦となったりしている。
1917年6月18日、「ザーラ」がコトル湾からプーラへ向かっていたところ、ロクルム島付近において艦首で爆発が発生した。艦首の両側、水線上に穴が空いたが、その後ろの隔壁は無事であった。爆発の原因は古くなり不安定化した魚雷の炸薬にあった。「ザーラ」はドゥブロヴニクで応急修理を受け、その後「Tender 200」の護衛でプーラへ向かい6月26日に到着した。
第一次世界大戦後は1920年にイタリアに引き渡され、解体された。